# Aphanistes basilicon
Aphanistes basilicon là một loài tò vò trong họ Ichneumonidae.